# Vojenský prostor Dobrá Voda
Dobrá Voda je bývalý vojenský újezd na území Národního parku Šumava. Prostor byl pojmenován podle osady Dobrá Voda umístěné pod vrchem Březník nad Hartmanicemi. Osada se původně nazývala Sankt Gunntersberg, ve středověku měla název Breznich (Breznice). Vybíralo se zde clo. Ve 14. století se ves stala poutním místem, k němuž se vztahovala řada pověstí. Vyprávěly se legendy o zdejším zázračném prameni a o pobytu svatého Vintíře. Ve vsi je barokní kostel svatého Vintíře z roku 1734, který byl vystavěl na místě tehdejší kaple z roku 1618.
Po druhé světové válce došlo v celém širším území k odsunu obyvatel německé národnosti. Obce byly částečně dosídleny českými osídlenci, ale 5. února 1952 rozhodla vláda ČSR o vytvoření vojenského újezdu Dobrá Voda na rozsáhlém území podél bavorských hranic. Ještě v témže roce byly zabrané obce a osady nuceně vysídleny, domy pak posloužily jako terče při vojenských cvičeních. Severní hranice prostoru byla tvořena silnicí Hartmanice – Železná Ruda, jižní pak linií hraničního pásma s Německem.
O zrušení vojenského újezdu vláda ČSFR rozhodla dne 5. září 1991 s platností k 31. prosinci 1991. Poté se celá oblast stala veřejně přístupnou. Velká část území, především bývalé střelnice, zůstala zamořena nevybuchlou municí. Náklady na její odstranění se odhadují na 15 až 30 miliard Kč. Střelnice tak zarůstají náletovými dřevinami, neboť zemědělské hospodaření v těchto místech není možné. Pohyb v těchto územích je doporučen jen po značených cestách. Největší střelnice se nacházejí 2 km jihovýchodně od Prášil (u modře a žlutě značené turistické trasy z Prášil směrem k Prášilskému jezeru, resp. Srní) a také 3 km severovýchodně od Prášil v prostoru bývalé vesnice Stodůlky na levém břehu říčky Křemelné. Pozůstatkem po vojenské činnosti jsou též žulové kostky na silnicích kolem Prášil a četné rezivějící stavby volně v krajině.
Údolí Křemelné pod Stodůlkami je součástí 1. zóny národního parku a je dnes považováno za jednu z nejcennějších částí přírody centrální Šumavy. Vzhledem k nižší přístupnosti a tím nižšímu stupni narušení lidskou činností je tato oblast patrně cennější než mnohem známější Povydří.[zdroj⁠?!] Vstup veřejnosti do této oblasti není povolen.
K poutnímu kostelu v osadě Dobrá Voda začali po zrušení prostoru opět přicházet věřící z Čech i Německa.

## Význačná místa v bývalém vojenském prostoru
- Prášily
- Poledník (rozhledna)
- Laka
- Prášilské jezero
- hora Křemelná
- řeka Křemelná
- Březník